# Saturnia emiliana
Saturnia emiliana är en fjärilsart som beskrevs av Castek. 1923. Saturnia emiliana ingår i släktet Saturnia och familjen påfågelsspinnare. Inga underarter finns listade.